# Littérature berbère
 (novembre 2016).
Si vous disposez d'ouvrages ou d'articles de référence ou si vous connaissez des sites web de qualité traitant du thème abordé ici, merci de compléter l'article en donnant les références utiles à sa vérifiabilité et en les liant à la section « Notes et références ».
L'expression littérature berbère (ou littérature amazighe) comprend, dans son acception la plus large, toutes les manifestations littéraires, écrites ou orales, qui sont l'œuvre des Berbères non seulement dans leur langue autochtone — le berbère —, mais aussi dans les langues qui s'y sont succédé au cours des siècles, et en particulier le punique, le latin. Dans un sens plus restreint, sa définition peut se limiter aux œuvres littéraires en langue berbère, mais cela poserait des problèmes pour cataloguer de nombreux auteurs comme Mouloud Mammeri, Taos Amrouche et d'autres, qui se sont exprimés aussi bien en berbère que dans d'autres langues.
Il est de toute manière impropre de parler d'une seule littérature pour un territoire aussi vaste et un champ temporel aussi étendu, au point que la plus grande spécialiste contemporaine du sujet, Paulette Galand-Pernet, intitule son travail de synthèse Littératures berbères (1998), un titre qui sous-entend la multiplicité des traditions, contextes et genres qui peuvent se rencontrer sur tout le territoire nord-africain. C'est pour cette raison que l'on traitera ici du cadre global de ces formes littéraires, en renvoyant, par des analyses plus ponctuelles, aux "littératures" particulières et aux "genres" littéraires particuliers.

## Littérature antique

### Littérature en berbère
Bien qu'il ne nous soit parvenu aucun texte antique en langue berbère, de nombreuses inscriptions libyques ont été retrouvées : celles publiées dans les recueils de Jean-Baptiste Chabot (1940-1941, provenant principalement de Tunisie, d'Algérie et de Libye) et de Lionel Galand (1966, Maroc).
L'inscription connue la plus longue est un texte bilingue libyco-punique que Micipsa, roi de la Numidie, fit inscrire sur le mausolée dédié à son père, Massinissa, et érigé à Dougga en 138 av. J.-C.. Son importance est considérable sur les plans historique et juridique, puisqu'il permet de connaître les principales fonctions municipales (avec leurs titulatures) des villes numides de ce temps.

### Littérature en punique
Il est très probable que, durant la période de la colonisation punique de l'Afrique du Nord, la langue de Carthage — diffusée surtout dans les villes — a été utilisée par des auteurs Nord-africains pour composer des œuvres littéraires. L'importance du punique, comme langue littéraire et de culture, était, en effet, encore très significative à l'époque d'Augustin d'Hippone (354-430, connu comme "Saint Augustin") qui le connaissait et qui  citait de temps en temps, dans ses œuvres, des mots ou des expressions dans cet idiome.
Aucun texte en punique n'est parvenu jusqu'à nos jours, mais un signe explicite tendant à prouver l'existence d'œuvres de caractère historique provient de Salluste, qui affirme tirer ses informations sur l'histoire la plus antique de l'Afrique du Nord de quelques « livres puniques » (ex libris Punicis), œuvres d'érudits locaux (cultores eius terrae) mais aussi provenant du roi Hiempsal II.
| « Sed qui mortales initio Africam habuerint quique postea accesserint aut quo modo inter se permixti sint, quamquam ab ea fama, quae plerosque obtinet, diuersum est, tamen, uti ex libris Punicis, qui regis Hiempsalis dicebantur, interpretatum nobis est utique rem sese habere cultores eius terrae putant, quam paucissimis dicam. Ceterum fides eius rei penes auctores erit. » Salluste, Bellum Jugurthinum 17,7 (trad. Vermondo Brugnatelli) | « Mais maintenant je dirai très sommairement quels hommes ont habité l'Afrique dès le début, quels sont ceux qui y sont venus ensuite, et quel mélange s'est effectué, même si cela sera différent de ce qu'on a coutume de penser, car il m'a été expliqués des livres puniques qu'on disait être du roi Hiempsal, dont l'opinion s'accorde avec celle des experts du pays, mais la véracité de ces dires reste de la responsabilité de leurs auteurs. » |

L'importance du punique comme langue écrite fut telle que le nom punicae (litterae) fut probablement aussi employé pour désigner la même écriture autochtone (qui ne descend probablement pas de l'alphabet punique). Telle est du moins l'opinion de la majorité des spécialistes, qui font remonter le nom actuel de cet alphabet, tifinagh, au mot latin punica.

### Littérature en latin

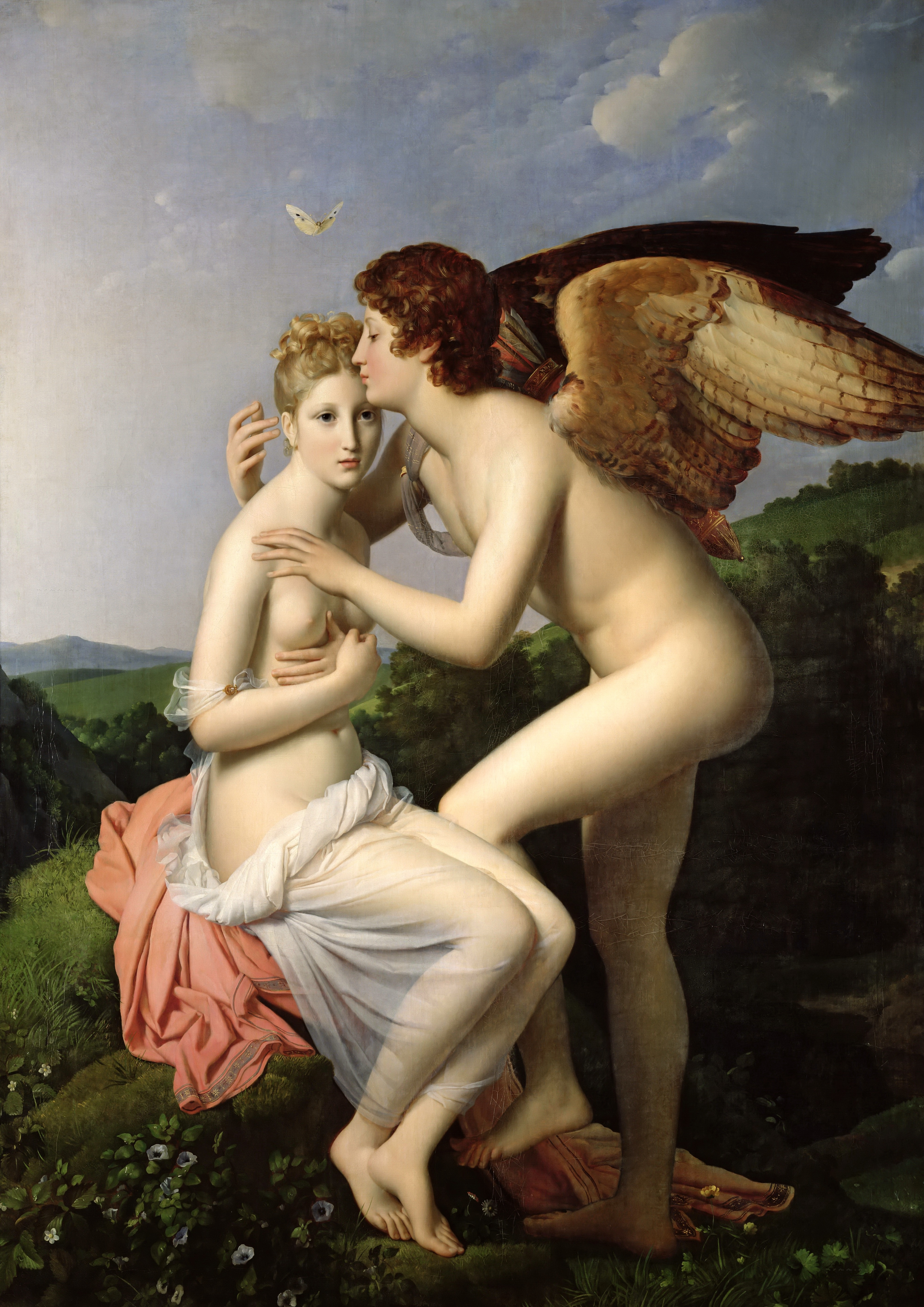
Amour et Psyché

De nombreux auteurs nord-africains ont composé des œuvres littéraires en langue latine. Les principaux sont :
- Térence, (Publius Terentius Afer), 195-159 ap.J.-C. (écrivain de comédies)
- Lucius Annaeus Cornutus, stoïcien, natif de Leptis Magna .
- Florus, I-IIe siècle (écrivain, poète et historiographe)
- Fronton, ca. 100-ca. 166 (orateur et pédagogue)
- Apulée, ca. 123 - ca. 180 (écrivain et brillant orateur)
- Minucius Félix, IIe siècle (poète et homme de lettres)
- Terentianus, fin du IIe siècle (grammairien)
- Tertullien, ca. 155-245 (philosophe et théologien)
- Saint Cyprien, ca. 210-258 (Saint et évêque de Carthage)
- Arnobe, ca. 255- 327 (apologiste)
- Aurelius Victor, m. ca. 390 (historien)
- Lactance, ca. 250- ca. 320 (écrivain ecclésiastique)
- Saint Augustin d'Hippone, 354-430 (docteur de l'Église)
- Fulgence, Ve siècle (grammairien et mythographe)
- Martianus Capella, Ve siècle (auteur de la plus ancienne "encyclopédie" de l'Antiquité)

Parmi tous ces auteurs, Apulée surtout se montre particulièrement attaché à ses propres origines africaines, en revendiquant avec fierté d'être "semi-numide et semi-gétule". Le conte d'Amour et Psyché est particulièrement remarquable, raconté par lui dans le roman L'Âne d'or. Ce conte, au-delà des nombreuses et évidentes références à la mythologie gréco-latine, est sûrement basé sur une origine indigène, et encore aujourd'hui, en différentes parties d'Afrique du Nord, il existe de nombreux contes de littérature orale qui reportent l'histoire de la fillette emportée au ciel par un mystérieux époux, puis ramenée à terre à cause de sa curiosité et par la faute de ses proches (L'oiseau de la tempête et le Bourgeon d'or en Kabylie, Ahmed U Namir au Souss : dans cette dernière version on parle d'un beau et jeune époux et d'une mystérieuse créature féminine). Une histoire quasi-équivalente est par ailleurs présente dans le folklore kabyle, où elle se traduit par une narration très proche de celle d'Apulée: la jeune fille est ici septième fille d'un paysan, l'époux le fils de Tseriel, personnage ambigu du folklore kabyle qui selon les histoires peut aussi bien être rapprochée d'une ogresse que d'une aide bienveillante envers le héros. On voit ainsi qu'au-delà des particularités religieuses qui teintent le texte d'Apulée, il s'inspire d'un texte indigène qui a étrangement persisté jusqu'à nos jours.
Même Saint Augustin, qui affiche aussi sa culture latine et, au besoin, carthaginoise (la culture « haute » des villes : le berbère était la langue des campagnes où vivaient ses adversaires, donatistes et circoncellions), ne réussit pas à cacher ses origines africaines. Une de ses propositions étymologiques ne peut s'expliquer qu'à partir de la langue berbère :
| « Interpretatur autem Israel "uidens Deum" » (Saint Augustin, La Cité de Dieu XVI.39) | « D'autre part, Israël signifie "quelqu'un qui voit (a vu) Dieu" » |

Cette affirmation ne s'explique qu'avec le berbère, dans lequel le verbe izra signifie « a vu, connaît ».
En outre, comme l'a souligné Mouloud Mammeri (1986), quelques images qu'il a citées, "manifestement peu familières à la prose latine", trouvent par contre encore aujourd'hui d'étroites ressemblances dans les maximes de la littérature orale berbère. Les expressions relevées sont :
| « Sicut enim animus facit decus in corpore, sic Deus in animo » (Saint Augustin, Tractatus XXXII.3) | « En effet la beauté du corps est l'âme, la beauté de l'âme est Dieu » |

| « Pretium tritici, nummus tuus; pretium fundi, argentum tuum; pretium margaritae, aurum tuum; pretium caritatis, tu. » (Saint Augustin, Sermo XXXIV.7) | « La valeur du blé est ton argent, la valeur du champ est ton argent, la valeur de la perle ton or, la valeur de la charité, (c'est) toi. » |

qui trouvent des parallèles en expressions typiques des compositions traditionnelles berbères, comme :
| « Ccbaḥa n tmeṭṭut d lewlad / ccbaḥa n tmekwḥelt d zznad / ccbaḥa n wexxam d lbab / ccbaḥa n ddunit d leḥbab ou : Ccbaḥa n tmeṭṭut d zzrir / ccbaḥa n tmeɣra d zzhir / ccbaḥa n tmekwḥelt d ddkir » ("Le nozze di Tanina" in Mouloud Mammeri, Poèmes kabyles anciens, Paris 1980, p.236 et 238) | « Le beau de la femme sont les fils / le beau du fusil est la détente / le beau de la maison est la porte / le beau de la vie sont les amis Le beau de la femme sont ses perles / le beau de la fête est son animation / le beau du fusil est son acier » |

## Traditions littéraires écrites (à partir du Moyen Âge)
Durant le Moyen Âge se développe une littérature berbère, surtout dans deux aires de l'Afrique du Nord : dans la partie centr-orientale, le monde des communautés ibadites (surtout en Algérie, Libye et Tunisie) ; et dans la partie occidentale, un peu dans tout le Maroc, où une tradition écrite se perpétuera sans interruption jusqu'à nos jours.

### Littérature orientale (ibadite)
Malheureusement, la littérature berbère de l'aire ibadite nous est parvenue presque entièrement en traduction, parce qu'à partir d'un certain moment s'est développé un mouvement tendant à traduire en arabe la grande quantité d'œuvres écrites à l'origine en berbère, presque exclusivement, semble-t-il, des œuvres à caractère religieux. En particulier, la aqîda (axiomes/doctrines de la foi musulmane), encore aujourd'hui la base de l'enseignement religieux des ibadites, était à l'origine en berbère et a été traduite en arabe autour du IXe siècle de l'Hégire par Abu Hafs 'Amr b. Jami'a ou Jemia
Selon le Kitāb as-Siyar de Abu Ishaq al-Fazari (en) (?-805), un seul auteur, Abu Sahl dit El Farsi (le persan, car rostémide du côté maternel) aurait composé en berbère douze livres de poésies (contenant des conseils, exhortations, mémoires et narrations historiques), que furent cependant détruits par des dissidents nekkarites. Pourtant, en regroupant les mémoires humaines, on aurait reconstitué un livre de 24 chapitres, par ailleurs aujourd'hui perdu.
Beaucoup de bibliothèques publiques et privées de l'Afrique du Nord sont toujours inexplorées, il n'est donc pas exclu de retrouver dans le futur quelque texte original réputé perdu. Pour l'instant, de toute cette littérature en berbère, subsistent seulement quelque vingtaine de phrases (pour la plupart des citations de poésies ou d'autres phrases mémorables), à l'intérieur d'œuvres pour le reste entièrement traduites en arabe. De tels textes, pour la première fois déterminés par Tadeusz Lewicki (1934), ont ensuite été examinés par divers spécialistes, dont le dernier fut Ouahmi ould-Braham (1988).
Une œuvre qui semble ne pas être (entièrement) perdue et qui semble destinée à une prochaine publication est le commentaire à la Mudawana de Ibn Ghanem au Khorasani écrit en berbère par le cheikh Abu Zakaria de Yefren au IXe siècle de l'Hégire. Ce texte a été retrouvé par Motylinski qui s'apprêtait à le publier mais qui mourut prématurément et ne put pas porter à accomplissement ce travail. Il semble cependant que le manuscrit ne soit pas perdu et que sa publication soit en préparation. Jusqu'à présent il a été publié seulement un intéressant lexique (Bossoutrot 1900), composé par Messaoud b. Salah b. Abd el Aile, dans lequel sont rassemblés de nombreux termes des berbères (surtout du domaine religieux) qui apparaissent dans ce commentaire à la Mudawana et risquaient de ne plus être compris des berbères ibadites du XIXe siècle.

### Littérature occidentale (marocaine)

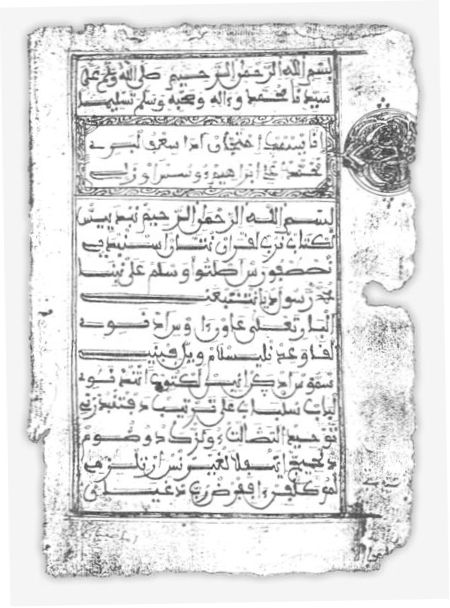
Première page d'un manuscrit en chleuh (écrit en écriture arabe) de Muhammad Awzal (XVIIIe siècle, Maroc).

Récemment, on a commencé à connaître et à étudier la littérature écrite berbère du Maroc. Jusqu'à la fin des années 1980, on connaissait à peine quelques œuvres du plus célèbre auteur chleuh du XVIIIe siècle, Muhammad Awzal. En 1989, quelques spécialistes néerlandais ont eu accès à la riche collection de manuscrits d'Arsène Roux conservées à Aix-en-Provence et ont amorcé des études systématiques non seulement sur les textes contenus là-bas, mais même dans la bibliothèque universitaire de Leyde, dans la bibliothèque nationale de Paris et dans diverses bibliothèques, publiques et privées, du Maroc.
Depuis les travaux de Nico van den Boogert (en particulier 1997 et 1998), on a pris connaissance de la richesse et de l'antiquité de ce patrimoine littéraire.
Une liste des sujets de cette littérature, ébauchée par van den de Boogert (1997), comprend :
- des textes en poésie :
  - des manuels de fiqh (jurisprudence islamique : parmi les auteurs, outre les plus remarquables Muhammad Awzal (1670-1748/9) et Aznag (m. 1597), on retient Dawud b. Abdallah al-Tamsawati (XVIIIe siècle), al-Hasan b. Brahim al-Arusi (époque indéterminée), al-Madani b. Muhammad al-Tughmawi (XIXe siècle), Ali b. Ahmmad al-Darqawi (m. 1910),
  - des nnasiha (« Conseils », textes d'instruction et d'exhortation), peut-être le genre le plus prolifique : outre les nombreux textes anonymes (parfois même importants, de centaines de vers), on retient les œuvres de Ahmad b. Abdarrahman al-Timli (1815/61909), Hasan b. Ahmad al-Timli (1814/51890/1), Abdarrahman b. Ibrahim al-Tighargharti (m. 1862/3), Ali b. Muhammad al-Garsifi (débuts XXe siècle ?), Muhammad b. Muhammad al-Hana'i (m. 1878),
  - des panégyriques (tulgha ou lmedh) à la gloire de Mahomet ou de personnages pieux : al-Bushikriyya de Muhammad b. Abdallah al-Bushikri (m. 1865/6) ; une célèbre traduction de la Burda « Poème du manteau » de Bousiri (Al-Busiri) faite par Abdallah b. Yahya al-Hamidi (XVIIIe siècle) ; un poème sur la célébration du mawlid (« naissance ») du Prophète par le susnommé al-Madani b. Muhammad al-Tughmawi (XIXe siècle) ; outre de nombreuses autres compositions, parmi lesquelles se détachent diverses œuvres en éloge du fondateur de la confraternité de la Tijaniyya,
  - des traditions du prophète : beaucoup de traditions (hadîth) furent traduites en berbère, et on en fit même des anthologies, dont les deux principales sont anonymes ; entre les textes dont l'auteur est connu on peut mentionner une traduction des Quarante traditions de al-Nawawi, faite par le susdit al-Madani b. Muhammad al-Tughmawi,
  - des textes de genres variés : règles de confréries, traductions de textes de mysticisme, textes d'alchimie et de divination (une est attribuée à al-Matugi, XVIe siècle, mais il semble d'époque plus tardive), poèmes de divers type : un en style macaronique qui mêle arabe et berbère, de al-Taghatini (m. 1669/70), quelques poèmes alphabétiques dans lesquels chaque vers commence par une lettre de l'alphabet, etc.,
  - des textes de tradition orale évidente mis ensuite par écrit : histoires et légendes de propos religieux ; poésies sur l'usage et l'abus du thé, poésies relatives à des évènements historiques ;
- des textes en prose :
  - lexiques, dictionnaires, généralement utilisés pour permettre la consultation de textes en Arabe par des Berbères dont peu pratiquaient la langue. On en connait de nombreux, dont le plus ancien, œuvre de Ibn Tunart datant de 1145 et qui doit remonter à une tradition ancre plus ancienne. Pendant que l'édition de cet important texte est encore en cours, N. van den Boogert (1998) a déjà publié un lexique de al-Hilali (complété en 1665/6) et un autre, anonyme, du XVIIIe siècle,
  - commentaires d'œuvres de droit, dont le plus volumineux (« probablement le plus long texte écrit berbère existant » selon van den Boogert : plus de 1 000 pages) et le commentaire de al-Hasan b. Mubarak al-Tammuddizti (1844-1899) à l'œuvre de Awzl al-Hawd, qui contient aussi beaucoup d'annotations pour rendre plus compréhensible ce texte écrit dans un style archaïque,
  - des traités de médecine : on en connait au moins deux, un attribué à Muhammad b. Ali al-Ba'qili (XVIe siècle) et un à Husayn b. Ali al-Shawshawi (m. 1493),
  - des traductions de textes en prose, dont la plus célèbre est la traduction de la Sirat al-Nabi (« Vie du Prophète ») faite par Aballah b. Ali al-Darqawi en 1942,
  - des lettres et des documents divers, dont il est difficile d'estimer le nombre et d'apprécier l'importance.

## Littérature traditionnelle (principalement orale)
La littérature traditionnelle parvenue jusqu'à nous a été transmise presque exclusivement par voie orale, même s'il y a, surtout entre la fin du XIXe siècle et la première moitié du XXe siècle, des exemples de sa fixation dans l'écriture, même indépendamment de la pression de la culture coloniale européenne. Cette littérature comprend des productions de genres divers. La grande diffusion de la poésie dans la littérature orale s'explique par, entre autres, avec la valeur d'aide mnémonique fournie par les vers, unité modulaire avec un rythme déterminé et avec divers types de rimes et assonances, qui permettent à celui qui les récite de mieux retenir des textes même d'une certaine longueur.
De manière analogue, même dans les récits a souvent été déterminée une division de vers en "séquences narratives" mémorisées (it)le quali ogni recitatore provvedeva poi a fornire un testo di volta in volta nuovo per la forma ma codificato per quanto riguarda il contenuto (sur ces aspects du récit berbère on peut voir M. Kossmann 2000:11 ss., Y. Allioui 2001-2, vol I, p. 16 ss. /56 ss. et P. Galand-Pernet 1998:62).
Bien que l'habitude à traiter des textes écrits, typique de la littérature « occidentale », risque de faire considérer de moindre valeur les littératures orales, il ne faut pas oublier que même dans un contexte de l'oralité comme les Berbères, il y a eu une conscience de l'importance du patrimoine littéraire et il a toujours existé des figures vouées à la conservation et à la transmission de ce patrimoine. L'exemple le plus typique est celui des imusnawen de la Kabylie (sing. amusnaw, du verbe ssen "savoir": "celui qui détient la tamusni, la connaissance"). Chaque village, chaque tribu avait son amusnaw, et lui faisait retenir une grande quantité de poèmes anciens et modernes, il connaissait les lois coutumières, les généalogies des familles et l'histoire du pays, etc. Lorsque l'amusnaw se faisait vieux, il se chargeait de trouver un jeune homme possédant une bonne mémoire à qui transmettre, petit à petit, son propre savoir, pour ne pas interrompre la "chaîne" des imusnawen.
Dans d'autres régions également, il y a toujours existé des figures de références pour la conservation et la transmission du patrimoine littéraire. Outre les chanteurs et conteurs "professionnels" qui existaient un peu partout (on se rappelle notamment les figures des rrwayes chez les Chleuhs dans le sud du Maroc principalement au Souss, des imedyazen dans le centre du Maroc, des idebbalen et des imeddahen en Kabylie), il est intéressant, dans le tuareg, la figure de l'énalbad, une sorte de « secrétaire » des poètes les plus importants, que l'on chargeait d'apprendre et de transmettre de la manière la plus correcte les poésies composées par ces derniers.

## Littérature berbère moderne
La majorité des écrivains en littérature berbère moderne se trouvent chez les Kabyles et chez les Chleuhs. 
Au Maroc, même si c'est dans la variante chleuhe que l'on comptabilise le plus de romans amazighs, c'est dans la variante rifaine, au nord du pays, que les premiers romans ont vu le jour. 

## Littérature récente
- Si Mohand Ou Mhand (1848-1905), poète, philosophe

### 1900
- Jean Amrouche (1906-1962)
- Belaïd Ait-Ali (1909-1950)[2], Expression de la vie[3]
- Mouloud Mammeri (1917-1989), anthropologue, linguiste, poète, romancier, dramaturge

### 1920
- Ali Djenadi (1926-), cinéaste
- Kateb Yacine (1929-1989), dramaturge, romancier
- Taougrat Oult Aïssa (-1930), poétesse et chanteuse marocaine

### 1940
- Idir (1945-2020)
- Azzedine Meddour (1947-2000), cinéaste
- Mohamed Haroun (1949-), revues Itij (Le Soleil, Taftilt (Éclat lumineux), Athmaten (Les Frères)
- Smaïl Medjeber (1950-), revue ABC Amazigh (1996), Il faut des ambulanciers de la langue amazigh
- Abdallah Mohia (1950-2004), dramaturge
- Lounis Aït Menguellet (1950-)
- Hawad (1950-)
- Ferhat Mehenni (1951-)
- Rachid Aliche (1953-2008), romancier
- Idir Bellali (1956-), poète, traducteur et chanteur
- Amar Mezdad (1958-)[4],[5], poète, romancier, Tafunast igujilen (1978), Ungal n Sa?uc uZellemcir (2023)

### 1960
- Issouf ag Maha (1962-)
- Ahcene Mariche (1967-), poète, slameur, acteur et animateur télé
- Hassan Legzouli (1963-), réalisateur

- Voir aussi les catégories Poètes kabyles, Écrivains targuis